# William Archibald Spooner
William Archibald Spooner (ur. 22 czerwca 1844, zm. 29 sierpnia 1930) – angielski uczony i anglikański duchowny. Był jednym ze znanych oksfordzkich donów, a od jego nazwiska pochodzi nazwa pewnego typu przejęzyczenia: spuneryzmu.
Ukończył studia na Uniwersytecie Oksfordzkim, gdzie w późniejszym czasie pracował przez 60 lat. Wykładał historię starożytną, filozofię oraz teologię.
Był bardzo barwną postacią, znany był z gościnności, grzeczności i roztargnienia. Na jego temat krążyło wiele anegdot. Pewnego dnia miał on zaprosić członka fakultetu na obiad wydany z okazji przyjęcia w poczet profesorów nowej osoby. Zaproszony odpowiedział mu grzecznie, że to właśnie on jest tym nowym członkiem fakultetu. „Nie szkodzi” – miał na to odrzec Spooner – „i tak pan może przyjść”. W innym znanym przypadku Spooner wysłał do jednego z wykładowców notatkę, prosząc go o natychmiastowe stawienie się przed nim w ważnej sprawie. Na dole wiadomości dopisane było postscriptum informujące wzywanego wykładowcę, że sprawa została już rozwiązana i nie musi on do niego przychodzić.
Do historii przeszedł jako autor wielu przejęzyczeń polegających na zamianie miejscami głosek w wyrazie lub początkowych głosek w grupie wyrazów. Takie pomyłki otrzymały nazwę spuneryzmów – eponim ten powstał właśnie od jego nazwiska. Wiele z przypisywanych mu spuneryzmów nie było w rzeczywistości jego autorstwa; w wywiadzie udzielonym w 1930 roku Spooner powiedział, że pamięta tylko jeden przykład, gdy poplątały mu się słowa – zamiast „Conquering Kings Our Titles Take” powiedział „Kinkering Congs Our Titles Take”. Początkowo Spooner bardzo nie lubił wątpliwej sławy, jaką przyniosły mu jego, prawdziwe czy przypisywane, przejęzyczenia, ale w późniejszym okresie, zdając sobie sprawę, jak bardzo stały się popularne, pozwalał na ich publikacje, firmując je swoim nazwiskiem.

## Spuneryzmy
Znaczna część z przypisywanych mu spuneryzmów nie jest jego autorstwa, ale najbardziej znane z nich to: 
- w czasie jednego z kazań „Come into the arms of the shoving leopard” zamiast „come into the arms of the loving shepherd” (wejdźcie w „ramiona przepychającej się pantery” zamiast „kochającego pasterza”);
- w czasie przyjęcia Spooner miał rzekomo wznieść toast mówiąc „let us toast to the queer old dean” zamiast zwyczajowego „let us toast to the dear old Queen” („wznieśmy toast za starego geja dziekana” zamiast „za dobrą królową”);
- Spooner kiedyś cały dzień szukał restauracji Dulhama w Greenwich, w której miał umówione spotkanie; dopiero pod koniec dnia przypomniał sobie, że miał się spotkać u Greenhama w Dulwich.

Kiedy jego spuneryzmy stały się już sławne, na wiele z jego wykładów przychodziły tłumy ludzi co niezmiernie go irytowało, miał on pewnego razu powiedzieć, iż „wcale nie przyszliście na mój wykład, wy tylko chcecie usłyszeć jedną z tych… rzeczy!”.
Jeden z pokoi w New College został nazwany na cześć Spoonera jako „The Rooner Spoom” (zamiast „The Spooner Room”).